# Klečkamassakern
Klečkamassakern var en händelse under Kosovokriget där albanska styrkor 17 juli 1998 brutalt torterade och avrättade mer än 20 kidnappade civila serber och sedan brände deras kroppar i en kalkgrotta nära byn Klečka.